# Henbury cum Pexall
Henbury cum Pexall var en civil parish från 1866 till 1936 då den blev en del av Henbury, i grevskapet Cheshire, i England. Civil parish var belägen 5 km från Macclesfield och hade 352 invånare år 1931.